# Methylguanine methyltransferase
Methylguanine methyltransferase, doorgaans afgekort als MGMT, is een DNA-reparatie-eiwit. Het herstelt DNA-schade, meer specifiek de methylering van guaninebasen. Het gen is te vinden op chromosoom 10q26. Het is opgebouwd uit 207 aminozuren en weegt 24 kDa. De reactie is niet katalytisch. Dit betekent dat elke molecuul MGMT slechts één keer gebruikt kan worden en daarmee verloren gaat.
Het cytostatisch medicijn temozolomide (Temodal) werkt door middel van selectieve methylering van DNA (kapotmaken van DNA dus). Het MGMT-eiwit zorgt echter voor het herstellen van de (bewust) aangebrachte schade. Recent werd een associatie aangetoond tussen de aanwezigheid van een gemethyleerde toestand van het MGMT-gen in glioblastomen en een betere respons op een behandeling met temozolomide. Als het MGMT-gen onderdrukt is, dan kan het MGMT-eiwit geen schade meer repareren in de glioblastomen wat temozolomide nou juist veroorzaakt heeft. Temozolomide werkt dus eigenlijk niet of veel minder als het MGMT-gen nog actief is. MGMT-eiwitten zijn hierdoor een goede indicator om te onderzoeken of een behandeling met temozolomide aanslaat of niet.